# Avery Brundage
Avery Brundage (Detroit, 28 de setembro de 1887 – Garmisch-Partenkirchen, 8 de maio de 1975) foi um atleta norte-americano, árbitro, colecionador de obras de arte e filatelista. Foi o quinto presidente do Comitê Olímpico Internacional (COI). Foi duramente criticado por decisões tomadas como membro do Comitê Olímpico dos Estados Unidos e presidente do COI, sendo classificadas como de cunho racista.

## Biografia
Nascido em Detroit, estudou engenharia civil na Universidade de Illinois, formando-se em 1909. Alguns anos depois fundou a sua própria companhia, a Avery Brundage Company, sediada em Chicago e que funcionou até o ano de 1947.
Era considerado um atleta completo, competindo nos Jogos Olímpicos de Verão de 1912, em Estocolmo, nas modalidades pentatlo e decatlo, terminando a competição, respectivamente, na 6.ª e 16.ª posição.
Em 1928, se torna presidente da Associação Atlética Amadora. Em 1929 se torna presidente do Comitê Olímpico Americano e, em 1930 se torna vice-presidente da Associação Internacional de Federações de Atletismo (IAAF).
Como presidente do Comitê Olímpico Americano rejeitou as propostas de boicote aos Jogos Olímpicos de Verão de 1936, em Berlim, devido à exclusão dos judeus alemães da competição, logo em seguida se tornou membro do COI, depois do afastamento de Ernest Lee Jahnke, idealizador do boicote.
Após a morte do presidente do COI Henri de Baillet-Latour durante a segunda guerra mundial Brundage se tornou vice-presidente e, após a saída de Sigfrid Edström em 1952 ele foi eleito seu sucessor.
Enquanto presidente do COI se opôs radicalmente ao ingresso do profissionalismo nos jogos olímpicos. Gradualmente o profissionalismo passou a ser aceito, tanto pelo mundo esportivo, quanto pelos membros do COI. Isso causou alguns incidentes embaraçosos, como a exclusão do atleta austríaco Karl Schranz, acusado de ter se tornado profissional, dos Jogos Olímpicos de Inverno de 1972.
Se opôs à devolução da medalha ao atleta estadunidense Jim Thorpe, que foi cassada devido à sua participação na liga profissional de basebol antes das olimpíadas de 1912. Porém, Brundage se mostrou conivente com o pseudo-amadorismo dos países do bloco do leste, onde os atletas eram inscritos como sendo estudantes, soldados ou qualquer outra profissão não relacionada ao esporte mas que, na realidade, eram pagos por seus países para se dedicar exclusivamente aos treinamentos.
Também se opôs à utilização de qualquer manifestação política através do esporte. Durante os Jogos Olímpicos de Verão de 1968, realizados na Cidade do México, os velocistas estadunidenses Tommie Smith e John Carlos ergueram seus punhos para apoiar o movimento negro durante a premiação. Brundage os expulsou da vila olímpica e os baniu da equipe olímpica. Nos Jogos Olímpicos de Verão de 1972, o COI, ainda presidido por Avery Brundage e traumatizado pelo protesto Black Power de 1968, baniu por toda vida os atletas norte-americanos Vincent Matthews e Wayne Collett, respetivamente vencedor e segundo colocado nos 400m rasos. Eles eram negros, foram acusados de não dar bola à execução do hino do país durante a cerimônia de premiação. Teriam permanecido distraídos, piparoteando as medalhas e fazendo gracejos um para o outro. Tal banimento custou a participação dos EUA no revezamento 4x400m da qual eram favoritos.
Também é lembrado por sua decisão de não interromper os Jogos Olímpicos de Verão de 1972, em Munique na Alemanha quando, no dia 5 de Setembro, um atentado terrorista palestino matou 11 atletas israelenses, fato que ficou conhecido como o Massacre de Munique. Os jogos foram suspensos por um dia e, no dia 6 de Setembro foi realizado um memorial com a presença de 80 000 espectadores e 3000 atletas.
Brundage também ficou conhecido por se opor à exclusão da Rodésia dos jogos olímpicos devido à políticas raciais; por propor a eliminação de todos os esportes coletivos dos Jogos Olímpicos de Verão e por propor a extinção dos Jogos Olímpicos de Inverno.
Deixou a presidência do COI após os Jogos Olímpicos de Verão de 1972, sendo sucedido por Lord Killanin.